# 사마광덕
광한상왕(廣漢殤王) 사마광덕(司馬廣德)은 서진의 황족이자, 사마소(司馬昭)의 5남이다.
2살에 사망(薨)하여 함녕 초에 시호를 봉하여 광한상왕이라 하였으며, 그의 형 제왕 사마유의 5남인 사마찬이 계승하였으나 요절하여 2남인 사마식이 이었다.

## 가족관계
- 증조부 : 사마방
  - 조부 : 사마의(고조 선황제)
  - 조모 : 장춘화(선목황후 장씨)
    - 양부 : 사마사(세종 경황제)
    - 양모 : 하후휘(경회황후 하후씨)
    - 양모 : 양휘유(경헌황후 양씨)
    - 친부 : 사마소(태조 문황제)
    - 친모 : 왕원희(문명황후 왕씨)
      - 형 : 사마염(세조 무황제)
      - 형 : 사마유
      - 형 : 사마정국
      - 형 : 사마조
      - 동생 : 경조장공주

1. ↑  《진서》38권 廣漢殤王 廣德